# Homaemota walkeri
Homaemota walkeri là một loài bọ cánh cứng trong họ Cerambycidae.